# Arhimedova spirala
Arhimedova spirala (tudi aritmetična spirala) je geometrijsko mesto točk, ki nastane takrat, ko se točka giblje od dane negibne točke s konstantno hitrostjo vzdolž premice, ki se vrti s konstantno kotno hitrostjo.
Spirala se imenuje po starogrškem matematiku, fiziku, mehaniku, izumitelju, inženirju in astronomu Arhimedu (287 pr. n. št. – 212 pr. n. št.).

## Arhimedova spirala v polarnih koordinatah
V polarnem koordinatnem sistemu je enačba Arhimedove spirale:
{\displaystyle r=a+b\theta \!\,,}
kjer je: 
- {\displaystyle a\,} parameter, ki obrača spiralo
- {\displaystyle b\,} parameter, ki določa razdaljo med zaporednimi obrati

## Značilnosti
Arhimedova spirala se od logaritemske spirale loči v tem, da so pri Arhimedovi spirali posamezni obrati na enakih razdaljah. Pri logaritemski spirali tvorijo te razdalje geometrijsko zaporedje.
Arhimedove spirale imajo po dva kraka, prvi je za {\displaystyle \theta >0\,}, drugi pa za {\displaystyle \theta <0\,}. Na zgornji sliki je prikazan samo en krak. Drugi krak se dobi z zrcaljenjem preko y-osi. 

## Splošna oblika Arhimedove spirale
Splošna oblika Arhimedove spirale je:
{\displaystyle r=a+b\theta ^{1\!/\!x}\!\,.}
Kadar je {\displaystyle x=1\,}, se dobi običajno Arhimedovo spiralo. 